# 8545 McGee
8545 McGee è un asteroide della fascia principale. Scoperto nel 1994, presenta un'orbita caratterizzata da un semiasse maggiore pari a 2,3526735 UA e da un'eccentricità di 0,1247380, inclinata di 5,84957° rispetto all'eclittica.